# Sėbirdėch
Il Sėbirdėch o Sebirdech (in russo Сэбирдэх, Себирдех?) è un fiume della Russia siberiana orientale, affluente di sinistra del Linde (bacino della Lena). Scorre nella Repubblica autonoma della Sacha (Jacuzia).
Il fiume ha origine in una zona paludosa e scorre mediamente in direzione meridionale. La sua lunghezza è di 148 km, l'area del suo bacino è di 1 510 km². Sfocia nel Linde a 684 km dalla foce.